# Loon op Zand

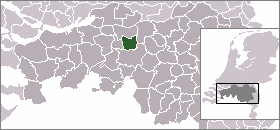
position i Noord-Brabant

Loon op Zand är en kommun i provinsen Noord-Brabant i Nederländerna. Kommunens totala area är 50,72 km² (där 0,67 km² är vatten) och invånarantalet är på 23 064 invånare (1 januari 2012). I kommunen finns det största nöjesfältet i hela Benelux: de Efteling.